# Clients XMPP
Un client XMPP est un logiciel de messagerie instantanée qui utilise le protocole XMPP.

## Libre

### Actifs
|                     | Nom             | Plateforme              | Lang | Licence | Langage            | Graph                | OMEMO | MAM | CC  | Jingle | XEP    |
| ------------------- | --------------- | ----------------------- | ---- | ------- | ------------------ | -------------------- | ----- | --- | --- | ------ | ------ |
|                     | Beagle IM       | macOS                   | 1    | AGPL    | Swift              | Cocoa                |       |     |     | Oui    |        |
|                     | Blabber         | Android                 |      | GPL     | Java               |                      | Oui   | Oui | Oui | Oui    | [ 3 ]  |
|                     | ChatSecure (en) | iOS                     | 49   | GPL     | Objective-C, Swift | Cocoa                | Oui   | Oui |     | Non    | [ 5 ]  |
| Conversations       | Conversations   | Android                 | 33   | GPL     | Java               |                      | Oui   | Oui | Oui | Oui    | [ 7 ]  |
|                     | Converse.js     | Navigateur web          | 16   | MPL     | JavaScript         | CSS                  | Oui   | Oui |     |        | [ 9 ]  |
|                     | CoyIM           | Linux, macOS, Windows   |      | GPL     | Go                 |                      |       |     |     |        |        |
| Logo of Dino        | Dino            | Linux, BSD, Windows     | 25   | GPL     | Vala               | GTK                  | Oui   | Oui | Oui |        | [ 13 ] |
| Gajim               | Gajim           | Linux, Windows          | 29   | GPL     | Python             | PyGTK                | Oui   | Oui | Oui | Oui    | [ 15 ] |
| Jitsi               | Jitsi Desktop   | Linux, macOS, Windows   | 41   | GPL     | Java               |                      |       |     |     | Oui    |        |
| Jitsi               | Jitsi Meet      | Android, iOS            | 18   | AGPL    | JavaScript         | CSS                  |       |     |     | Oui    |        |
| GNU                 | Kontalk         | Android, Windows        |      | GPL     | Java               |                      |       |     |     | Non    |        |
| Kopete              | Kopete          | Linux                   |      | GPL     | C++                | Qt                   |       |     |     | Non    |        |
|                     | Monal           | iOS, macOS              | 10   | BSD     | Objective-C, Swift |                      | Oui   | Oui | Oui | Oui    | [ 19 ] |
| Logo of Movim       | Movim (en)      | Navigateur web          | 20   | AGPL    | PHP & JS           | CSS                  | Oui   | Oui | Oui | Oui    | [ 21 ] |
| Pidgin              | Pidgin          | Linux, Windows          | 83   | GPL     | C                  | GTK                  | Oui   |     |     | Oui    | [ 23 ] |
| Poezio              | Poezio          | Linux, macOS            | (en) | GPL     | Python             | Ncurses              | Oui   | Oui | Oui |        | [ 24 ] |
|                     | Profanity (en)  | Linux, macOS, Windows   | (en) | GPL     | C                  | Ncurses              | Oui   | Oui | Oui |        | [ 25 ] |
| Psi                 | Psi             | Linux, macOS, Windows   | 20   | GPL     | C++                | Qt                   | Oui   |     |     | Non    | [ 27 ] |
|                     | Quicksy         | Android                 |      |         |                    |                      | Oui   | Oui | Oui | Oui    |        |
|                     | Siskin IM       | iOS                     | 1    | AGPL    | Swift              | Cocoa                |       |     |     |        |        |
|                     | Snikket         | iOS, Android            |      |         |                    |                      |       |     |     |        |        |
|                     | Stork           | Android                 | 1    | AGPL    | Java               |                      |       |     |     |        |        |
| Swift               | Swift           | Linux, macOS, Windows   | 14   | GPL     | C++                | Qt                   |       |     |     |        | [ 29 ] |
| Mozilla Thunderbird | Thunderbird     | Linux, macOS, Windows   | 60   | MPL     | C++ & C            | GTK                  |       |     |     |        |        |
| SàT                 | Salut à Toi     | Multiplate-forme        | 2    | AGPL    | Python             | CSS, Kivy ou Ncurses |       | Oui | Oui | Oui    | [ 32 ] |
|                     | Xabber          | Android, Navigateur web | 24   | GPL     | Java               |                      |       |     | Oui |        | [ 34 ] |
| BitlBee             | BitlBee         | Multiplate-forme        | (en) | GPL     | C                  | Ncurses              |       |     |     |        |        |
| Irssi               | Irssi           | Multiplate-forme        | (en) | GPL     | C & C++            | Ncurses              |       |     |     |        |        |

### Inactifs
| Nom                      | Plateforme                            | Licence de logiciel               | Bibliothèque graphique                 | TLS/SSL | Chiffrement de bout en bout | Commentaires |
| ------------------------ | ------------------------------------- | --------------------------------- | -------------------------------------- | ------- | --------------------------- | --- |
| Adium                    | macOS                                 | GPL                               | Cocoa                                  | Oui     | OTR                         | Plus maintenu. |
| Empathy                  | Linux                                 | GPL                               | GTK                                    | Oui     |                             | Plus maintenu. |
| Loqui IM                 | Ubuntu Touch                          | AGPL                              | CSS                                    | Oui     |                             | |
| Kaiwa                    | Navigateur web                        | Licence MIT                       | CSS                                    | Oui     |                             | Plus maintenu. |
| Gossip                   | BSD, GNU/Linux                        | GNU GPL                           | GTK                                    |         |                             | |
| Freelab Messenger        | android                               |                                   |                                        |         | OTR, PGP                    | |
| Jappix                   | Navigateur Web AJAX                   | AGPL                              | Asynchronous JavaScript and XML (AJAX) |         |                             | Plus maintenu. |
| Jabbin                   | Multiplate-forme, GNU/Linux           | GNU GPL                           | Qt                                     | Oui     | PGP                         | fork de Psi, avec la fonction VoIP (par Jingle)                                                                                               |
| Candy                    | Navigateur web                        | Licence MIT                       | CSS                                    | Oui     |                             | Plus maintenu. |
| Coccinella               | Multiplate-forme, GNU/Linux           | GNU GPL                           | Tcl/Tk                                 | Oui     |                             | |
| Spark                    | Multiplate-forme, GNU/Linux           | GNU GPL                           | Java                                   | Oui     | PGP                         | |
| MCabber                  | Multiplate-forme, GNU/Linux           | GNU GPL                           | Ncurses (mode texte)                   | Oui     | PGP, OTR                    | Cabber fork, Supporte les salles MUC, la journalisation des discussions. Supporte les commandes distantes de la XEP 0146. http://mcabber.com/ |
| Bombus                   | J2ME, MIDP2.0                         |                                   |                                        |         |                             | |
| FireFloo Communicator    | Multiplate-forme, GNU/Linux           | BSD                               | Qt                                     | Oui     | PGP                         | |
| BuddySpace               | Java                                  | Apache 2                          |                                        |         |                             | |
| cabber                   | Multiplate-forme, GNU/Linux           |                                   |                                        |         |                             | |
| Desyr Messenger          | Windows                               |                                   |                                        |         |                             | |
| Exodus                   | Windows                               | GNU GPL                           |                                        |         |                             | Développement arrêté en 2007. |
| Freetalk                 | Unix, GNU/Linux                       | GNU GPL                           | en mode console, mode texte            | Oui     |                             | Supporte la journalisation des discussions, et peut être étendu via un interpréteur lisp embarqué.                                            |
| GreenThumb               | Java                                  |                                   |                                        |         |                             | |
| Gabber                   | Multiplate-forme, GNU/Linux           | GNU GPL                           | GTK                                    |         |                             | Développement arrêté en 2004. |
| GOIM                     | Multiplate-forme, GNU/Linux           | GNU GPL                           | Eclipse Rich Client Platform           |         |                             | |
| JabberMixClient          | J2ME, MIDP2.0                         | Dual licence GNU GPL / commercial |                                        |         |                             | |
| JabberMixLocation        | J2ME, MIDP2.0                         |                                   |                                        |         |                             | JabberMixClient + geolocating features |
| Jabbim                   | Multiplate-forme, GNU/Linux           | GNU GPL                           | PyQt, Message formatting (XHTML-IM)    |         |                             | |
| Jeti                     | Java                                  |                                   |                                        |         |                             | |
| Jeti/2                   | Java, eComStation (en)/OS/2           |                                   |                                        |         |                             | |
| JWChat                   | Navigateur Web AJAX                   | GNU GPL                           | Asynchronous JavaScript and XML (AJAX) |         |                             | |
| Lampiro                  | Java Me, MIDP2.0                      |                                   |                                        |         |                             | |
| Mobber                   | Java ME, MIDP1.0                      |                                   |                                        |         |                             | |
| MOO-XMPP                 | MOO                                   |                                   |                                        |         |                             | Runs as a MOO object |
| Tapioca                  |                                       |                                   |                                        |         |                             | |
| Talkonaut                | Symbian S60, Windows Mobile 5/6, J2ME |                                   |                                        |         |                             | GTalk2VoIP function |
| Tkabber                  | Multiplate-forme, GNU/Linux           |                                   | Tcl/Tk                                 |         |                             | |
| wija                     | Java                                  |                                   |                                        |         |                             | |
| IMCom                    | Multiplate-forme, GNU/Linux           |                                   |                                        |         |                             | |
| Iruka                    | Multiplate-forme, GNU/Linux           |                                   |                                        |         |                             | |
| jabber.el                | Emacs-Lisp                            |                                   |                                        |         |                             | |
| JabberApplet             | Multiplate-forme, GNU/Linux           |                                   |                                        |         |                             | |
| JabberFoX                | Mac OS X                              |                                   |                                        |         |                             | |
| Jabberzilla              | Multiplate-forme, GNU/Linux           |                                   |                                        |         |                             | |
| Jabber WindowGram Client | Multiplate-forme, GNU/Linux           |                                   |                                        |         |                             | |
| JBother                  | Java                                  |                                   |                                        |         |                             | |
| MGTalk                   | MIDlet                                |                                   |                                        |         |                             | |
| moJab                    | J2ME, MIDP                            |                                   |                                        |         |                             | |
| Mango                    | XUL                                   | MPL                               |                                        |         |                             | |
| sjabber                  | Multiplate-forme, GNU/Linux           |                                   |                                        |         |                             | |
| Whisper IM               | Java                                  |                                   |                                        |         |                             | |
| Cjc                      | Multiplate-forme, GNU/Linux           | GNU GPL                           | PyXMPP, Ncurses (mode texte)           |         |                             | |

- CenterICQ (Multiplate-forme)
- Fire (Mac OS X)
- Instantbird (Multiplate-forme)
- Miranda IM (Windows)
- SIM (Multiplate-forme)
- QuteCom (Multiplate-forme)

## Graticiel
- Colibry IM (J2ME/MIDP)
- Gush (Multiplate-forme)
- JAJC (Windows)
- Pandion (Windows)
- Google Talk (Windows) - Obsolète, a été remplacé par Google Hangouts
- Spik (Windows)
- TipicIM (Windows)
- Gizmo5 (Multiplate-forme)

## Propriétaire
- Akeni Jabber Client (Multiplate-forme)
- BellSouth Messenger (Windows) (gratuit pour clientes du service Internet BellSouth)
- Chatterbox (Web-JavaScript et Windows)
- Chatopus (Palm OS)
- Jabber Messenger (Windows)
- Neos (Windows)
- TipicME (J2ME-PersonalJava)
- TipicWeb (JavaApplet)
- TSIM (Windows) h
- Mercury Messenger (Multiplate-forme)
- Proteus (Mac OS X)
- Trillian Pro (Windows) (avec plug-in)
- Messages (OS X v10.8), anciennement iChat (Mac OS X v10.4 et ultérieur)